# Midnatsklokken
Midnatsklokken er en amerikansk stumfilm fra 1921 af Charles Ray.

## Medvirkende
- Charles Ray som Martin Tripp
- Donald MacDonald som Stephen Labaree
- Van Dyke Brooke som Abner Grey
- Doris Pawn som Annie Grey
- Clyde McCoy som Mac
- Jess Herring som Spike
- S.J. Bingham som Barton
- Bert Offord som Sweeney